# Tohoku Free Blades
Tohoku Free Blades (東北フリーブレイズ?) är ett ishockeylag med sin bas i Hachinohe, Aomori, Japan, som spelar i Asia League Ice Hockey (ALIH).

## Historik
Klubben bildades 2008, och har spelat i Asia League Ice Hockey sedan säsongen 2009/2010. Redan andra säsongen i ALIH (2010/2011) vann klubben mästartiteln; en titel de delade med Anyang Halla då finalspelet ställdes in på grund av jordbävningen vid Tohoku. Efter att ha missat slutspelet i 2011/2012, vann klubben åter mästartiteln säsongen 2012/2013. Säsongen 2013/2014 missade klubben åter slutspelet. Säsongen 2014/2015 blev klubben återigen mästare.

## Spelare
Inga svenskar har spelat för klubben. Dansken Kim Staal, med flera säsongers spel i SHL (Malmö Redhawks, Modo Hockey, Linköping HC och HV 71), spelade för klubben säsongen 2014/2015. Japanen Go Tanaka är den som gjort mest poäng totalt i grundserien för klubben (efter säsongen 2014/2015), med 103+167=270p på 204 matcher.

## Utanför isen
Laget har ett stort socialt engagemang utanför isen under devisen Team Social Responsibility, med ungdomsorienterade aktiviteter så som skridskoskolor och besök i skolor. De utförde också mycket socialt arbete efter jordbävningen vid Tohoku. På lagets hemsida beskrivs detta som: Vårt arbete syftar till att återuppliva den lokala interaktion mellan var och en i det lokala området, och en av vägarna är främja en sund utveckling av kropp och själ genom ungdomshockey (redigerad översättning från Google translate).

## Meriter
- Asia League:
  - Mästare (3): 2011, 2013, 2015